# Lovaspóló

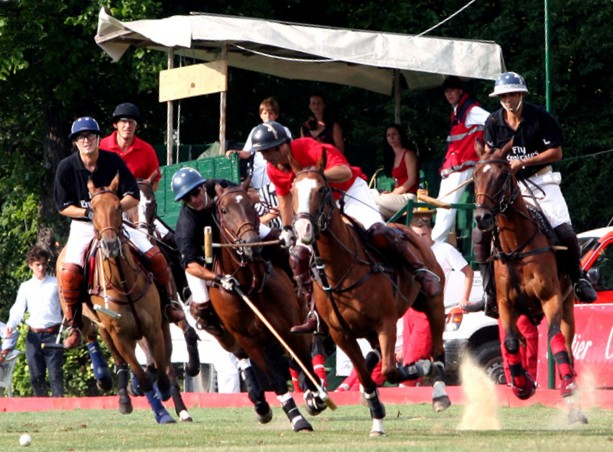
Lovaspóló

A lovaspóló egy olyan csapatsport, amelyben a négyfős lovagló csapatok egy hosszú ütő segítségével az ellenfél kapujába próbálnak juttatni egy labdát. Minden játékosnak szüksége van a mérkőzésen egy pólósisakra, esetlegesen arcvédőre, több lóra, hogy cserélni tudják őket, annak érdekében, hogy az állatok elviseljék a rájuk nehezedő terhelést.

## A név eredete
Az angol–indiai polo kifejezés a 19. század második felétől használatos. A balti (a tibeti egyik ága) nyelvből származik és labdát jelent. (Hasonló a tibeti pulu szó is, mely szintén labdát jelent.)

## Története

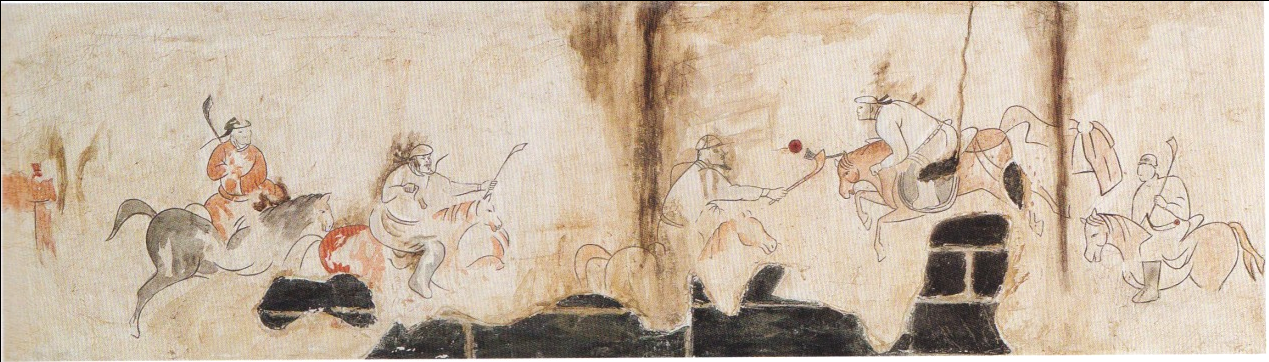
A Liao dinasztia korában, Kínában

A pólósport gyökerei egészen a körülbelül Kr. e. 600-ig nyúlnak vissza, Perzsiáig. Afganisztánban létezett egy, a pólóhoz hasonlító, vele távoli rokonság jeleit mutató sport, a buzkashi. A pólósport egyre népszerűbb lett Perzsiában, mígnem ez lett a nemzeti sport. Az iszlám terjedésével a sport is egyre terjedt és idővel elérte Arábiát és Indiát is.
Európa számára ismét az Indiában állomásozó angol lovastisztek fedezték fel 1850 körül. 1859-ben alapították az első angol Polo Clubot.

### Olimpiai versenyszámként
A lovaspóló 1900-ban, 1908-ban, 1920-ban, 1924-ben és 1936-ban szerepelt a nyári olimpia sportágai között. Az első három alkalommal az angolok, az utolsó két alkalommal pedig az argentinok diadalmaskodtak.
Az 1936-os olimpián a magyar csapat (Bartalis Kálmán, Bethlen István, Dienes-Öhm Tivadar, Kovács Dezső, Szentpály Imre) a 4. helyezést érte el, ezzel 3 olimpiai pontot szereztek hazánknak.

### A magyar lovaspóló újjászületése
1993-ban két, Amerikát megjárt magyar ötlete nyomán néhány lelkes lovasember újjáalakította a nagy hagyományú Budapesti Polo Clubot. Rövid hányattatás után (mely során igyekeztek megfelelő helyet találni a sportoláshoz) a magyar pólósok az egyik alapító tag, Dvoracsek György vezetésével állandó helyet teremtettek a játék számára a Káli-medencében, Szentbékkállán. 1997-ben, az első nemzetközi mérkőzés megrendezése óta itt nyílt rendszeres lehetőség az új játékosok csatlakozására, a játék elsajátítására, gyakorlására, valamint hétvégenként klubmérkőzések lebonyolítására.
Budapesttől 30 km-re, Tabajdon található Magyarország legnagyobb pólóklubja. A Magyar Polo Clubot 1927-ben alapították. Jelenleg itt edz a magyar válogatott és az utánpótlás kerettagok is, valamint a női pólócsapat. A klubnak 2 öntözött, full size polo (nemzetközileg elfogadott méretű) pályája van, valamint a lovaspólóhoz szükséges teljes infrastruktúra megtalálható. A klub vezetője dr. Ivanics György. Az MPC Kft. biztosítja a gazdasági hátteret, melynek vezetője Almásy Antal. A klub jól megközelíthető mind az M1-es és az M7-es autópálya és az 1-es és 7-es főútvonalról.
2010-ben a magyar nemzeti válogatott csapat újra Európa-bajnokságon vehetett részt, 2011-ben SUPA/CEPA közös rendezéssel Nemzetközi Junior Bajnokságra került sor és 2012-ben a FIP (Federation of International Polo) döntése értelmében Magyarországon, a Magyar Polo Clubban került megrendezésre a Cup of Nations (Nemzetek Kupája).

## Változatai
A hagyományos, lóval űzött változatnak is vannak olyan variánsai, amelyek játéktaktikailag és csapatösszetételben különböznek, mint például az Indoor Póló, a Beach Póló vagy a Téli Póló.[forrás?]

## Hasonló sportágak
Szórakozás vagy a turistalátványosság miatt több variánsa is kialakult a pólónak, amelyeket nem lóháton játszanak:
- Elefántpóló
- Tevepóló
- Biciklis póló
- Kenupóló

## A játék
A normál pálya 300 yard (körülbelül 274 m) hosszú és 200 yard (körülbelül 182 m) széles. Hosszában 30 cm magas fatáblákkal, míg széltében (ahol a kapuk találhatóak) a fűben található vonalakkal van behatárolva. Az indoor pólót és a beach pólót eltérő méretű pályákon játsszák.

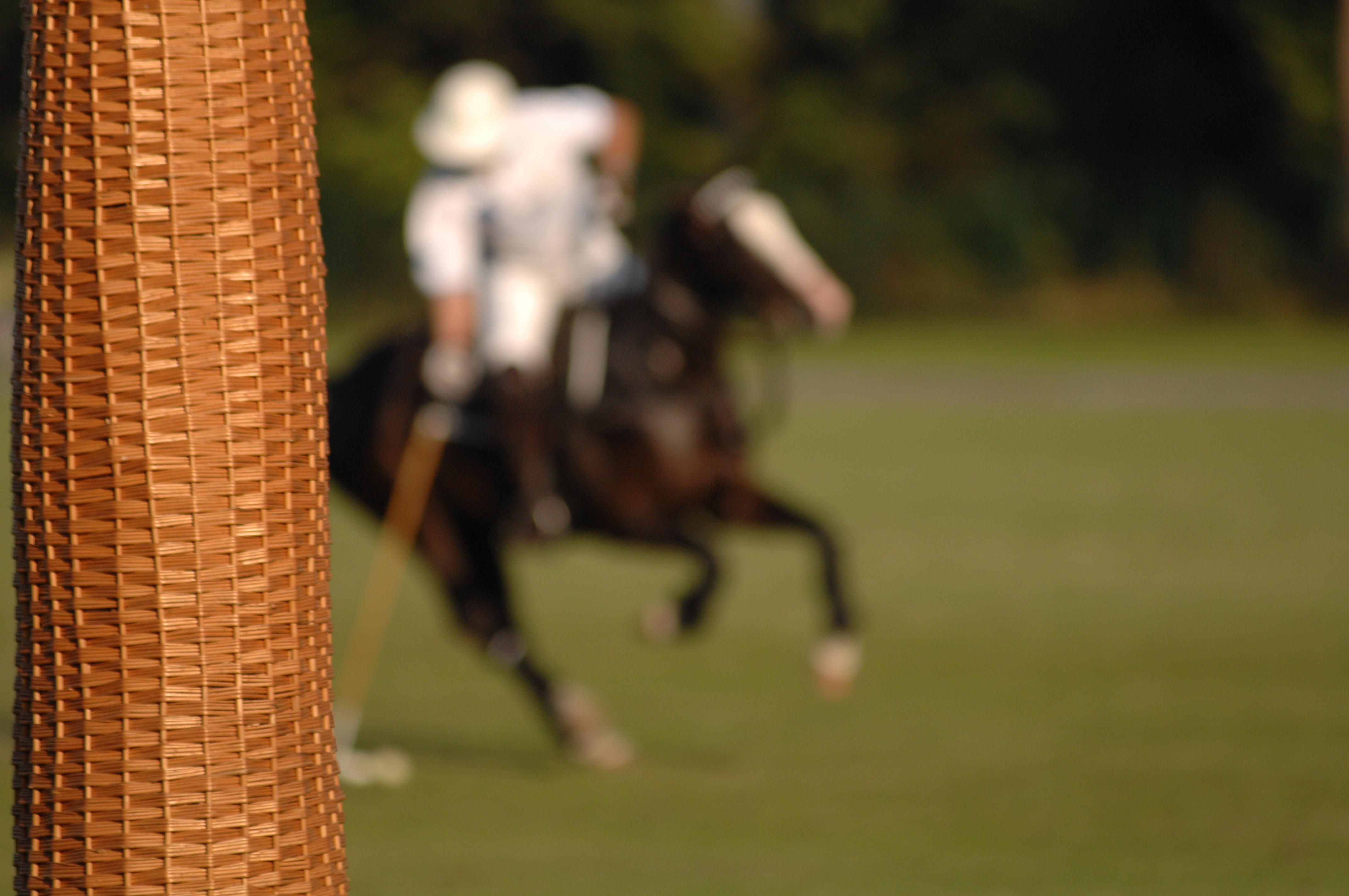
Lovaspóló Pylon

A pálya 7 vonallal van hosszában felosztva, melyek kezdeti és végpontja a pályát határoló táblákon is fel van tüntetve. Van egy középvonal és mindkét félpályán található egy-egy 60, 40 és 30 yardos vonal. Minden kapu 2, körülbelül 3 m magas pylonból áll, melyek 8 yard (körülbelül 7,20 m) távolságra vannak egymástól. A kapufák nincsenek szorosan a földbe építve, hanem képesek elhajlani. Ha egy lovas a mérkőzés közben nekimenne, esetlegesen akár teljesen a földig is képes visszahajolni. Mindkét kapu mögött áll két bíró, akik egy zászlóval jelzik, hogy a labda bement-e a kapuba vagy mellé ment.
A lovakról a mérkőzés alatt a lótulajdonosok vagy a játékosok megbízottjai gondoskodnak. Ők felelnek a gyors lócseréről játékközben ugyanúgy, mint a lovak előkészítéséről, a lovak ellátásáról a ponyline-on és a mérkőzés után.

### A játék menete
Két 4 játékosból álló csapat (téli és indoor póló esetében csak 2 vagy 3 fős csapatok, beach póló esetén pedig szabály szerint csak 2 fős csapatok) játszik egymás ellen. A pályán van még két lovas játékvezető (umpire) és egy bíró (referee), aki a végső ítéletet mondja ki nem egyértelmű szabálytalanságok esetén. A játék játékrészekre (úgynevezett chuckára vagy chukkerra) van felosztva. Minden chucka 7 percig tart. A gong megpendítésétől számítva 30 másodperccel meg lehet hosszabbítani, ha a labda játékban van, nem érintette a pálya szélét, nem hagyta el a pályát vagy nem történt szabálytalanság. Minden találat után az összes játékos feláll a játékpozíció alapján, a pálya közepén a line up-hoz, throw in-hez egymással szemben. Minden gól után térfélcsere következik, hogy elkerüljék az egyoldalú előnyszerzés lehetőségét. Az új játékrész abban a pontban kezdődik bedobással vagy throw in-nel, ahol az előző játékrész vagy chucka befejeződik. Ha a labda a pályát övező palánkokon keresztül elhagyja a pályát, azaz az outba jut, akkor a bedobás abból a pontból történik, ahol a labda elhagyta a pályát.

### Szabályok
Elsődleges szabály a lovak védelme. Egy ló nem alkalmazható két egymást követő chucker-ban és bárminemű veszélyeztetése az állatnak a játék azonnali félbeszakítását eredményezi (ellenben ha egy lovas elesik és a bíró szemszögéből nem tűnt súlyos esésnek, akkor a mérkőzés nem áll meg). Ez a szabály arra kényszeríti a játékosokat, hogy mérkőzésenként minimum 2 lovat használjanak.

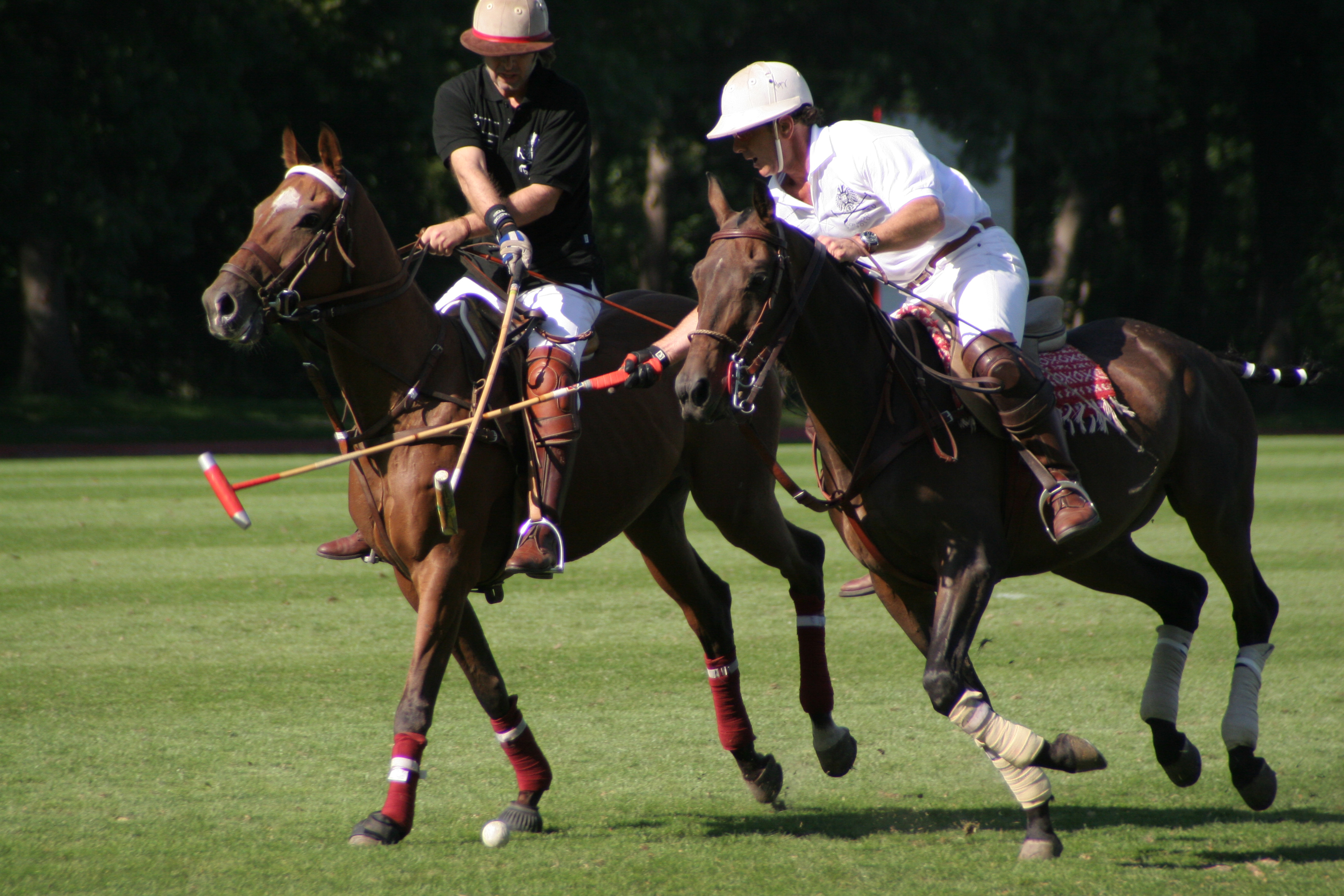
Hookolás

#### Engedélyezett akciók
HookA játékos a saját ütőjét beakasztja az ellenfél játékosának az ütőjébe, hogy megakadályozza azt a labda elütésében.
PushA saját vagy a ló testével engedélyezett a másik játékos leszorítása, ez az úgynevezett lelovaglás.

#### Szabályellenes akciók
Hookolás/bökésCsak röviddel az ütés pillanata előtt szabad akadályozni az ütést, különben az akció szabálytalan.
SandwichTilos két azonos csapatba tartozó játékosnak az ellenfél játékosát közrefogni és satuba kényszeríteni.
A labda vonalának keresztezése (crossing the line of the ball)A legtöbbször bekövetkező szabálytalanság a pólósportban az előnyszabály be nem tartása. Ha a labda egy hosszú ütés után mozgásban van és több játékos üldözi, akkor annak a játékosnak van előnyjoga, aki a labda mozgásirányához (line of the ball) a legközelebb áll. Ha egy másik játékos a képzeletbeli vonalat a játékos és a labda között keresztezi, akkor szabálytalanságot követ el.
AppealingA stick (ütő nyele) használata egy szabálytalanság jelzésére.
HelicopteringA stick fej felett történő pörgetése például egy gól után vagy egy szabálytalanság jelzésére.

### Hendikep
Ez az a rendszer, amelyben pontozzák és a pontok alapján besorolják a játékosokat. Minden játékos a saját teljesítménye alapján kap egy személyre szabott hendikepet, ami -2-nél kezdődik, és +10-ig tart. A világ legjobb pólójátékosai +10-es hendikeppel szinte teljes egészében argentinok. A 4 játékos hendikepjeinek összege adják a csapat hendikepjét.
Ha két olyan csapat hátszik egymás ellen, amelyiknek különböző a hendikepértéke, akkor a kisebb hendikeppel rendelkező csapat gólelőnyt kap. A High Goal Polo a legnagyobb játékosztály, itt a csapathendikep +8-nál kezdődik.
| Játékosztály                                | Csapat-hendikeplimit | Egyéni Limit | Kikötések                                        |
| ------------------------------------------- | -------------------- | ------------ | ------------------------------------------------ |
| Low Goal DM (német bajnokság) – NB. Amateur | -2-től +2-ig         | -2-től +2-ig | külföldiek kizárva                               |
| Low Goal – Amateur Polo                     | -2-től +2-ig         | -2-től +2-ig | külföldiek, minimum +3                           |
| Low Goal – Amateur Polo                     | 0-tól +4-ig          | -2-től +2-ig | csak egy +4-es játékos 1 külföldiek, legalább +3 |
| Medium Goal NB.                             | +2-től +6-ig         | +2-től +5-ig | csak egy +5 játékos 1 külföldiek, legalább +3    |
| Medium Goal                                 | +4-től +8-ig         | -2-től +5-ig | csak egy +6 játékos 1 külföldiek, legalább +3    |
| High Goal NB.                               | +8-tól +12-ig        | 0-tól +10-ig | max. 2 külföldi, legalább +3                     |
| High Goal                                   | +10-től +12-ig       | 0-tól +10-ig | külföldiek, legalább +3                          |

### Játéktaktika
Egy csapat mind a 4 játékosának megvan a maga előre meghatározott taktikai feladata.
Az egyes számú játékos a fő összekötő elem csapata és az ellenfél kapuja között. Ő határozza meg csapata tempóját és gyorsaságát. Ő tartja bent a labdát a játékban és próbálja az oldalvonalaktól a kapu elé vagy legalábbis a pálya közepébe lőni. Ő fogja az ellenfél négyes számú játékosát.
A kettes számú játékos az összeköttetés az egyes számú és a hármas számú játékos között. Ő fogja az ellenfél hármas számú játékosát, aki az általában az ellenfél legerősebb játékosa. Ő adja a saját egyes számú játékosának az előkészítéseket. Ő veszi át a játék helyzetétől függően alkalmanként, rövid időre csereként, az egyes számú játékos pozícióját.
A hármas számú játékos az irányító. Ő szabja meg a játék képét a csapattagok stratégikus bevetésével. Ő irányítja a támadást és a védekezést egy láthatatlan vonal mögött, ahol a saját négyes számú játékosával ténykedik. Ő fogja az ellenfél kettes számú játékosát.
A négyes számú játékos fogja az ellenfél egyes számú játékosát. Ő csak akkor üti el a labdát, ha biztos, hogy el is találja azt. Ellenkező esetben azonnal taktikát vált és megpróbálja lelovagolni az ellenfél játékosát.
Minden játékospozíció úgy kapcsolódik a másikhoz, mint a láncszemek: egymásra építkeznek. Ebből kifolyólag azok a tulajdonságok, amelyek megszabják egy pólójátékos kvalitásait, a következők: fizikum, reakcióképesség, lovaglási képesség és mindenekelőtt csapatszellem. Egy optimális csapat teljesítménye a 4 csapattag teljesítményeit összegezve jöhet létre.

## Felszerelés

### Lovas

#### Ruházat

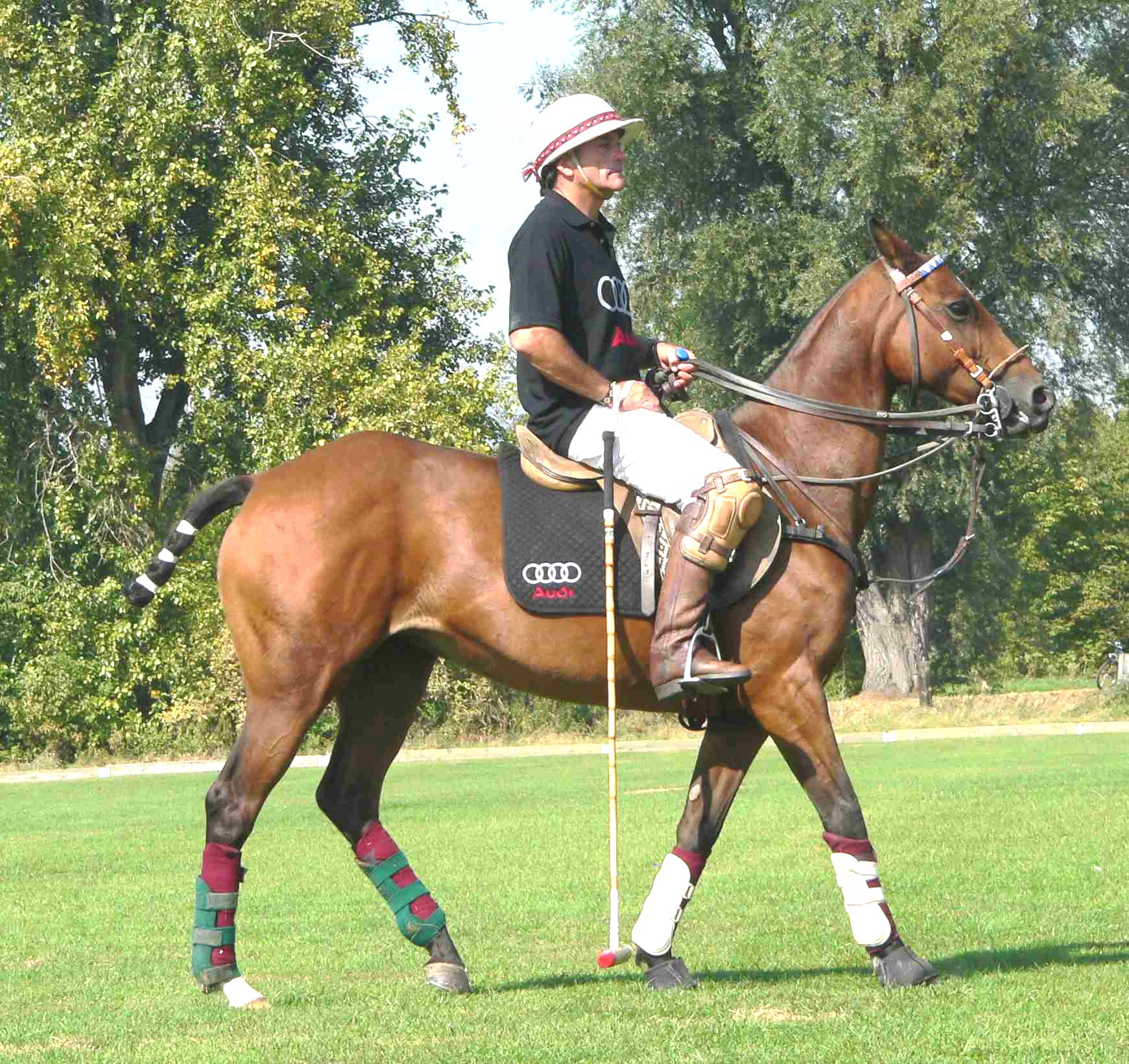
Lovaspóló-játékos

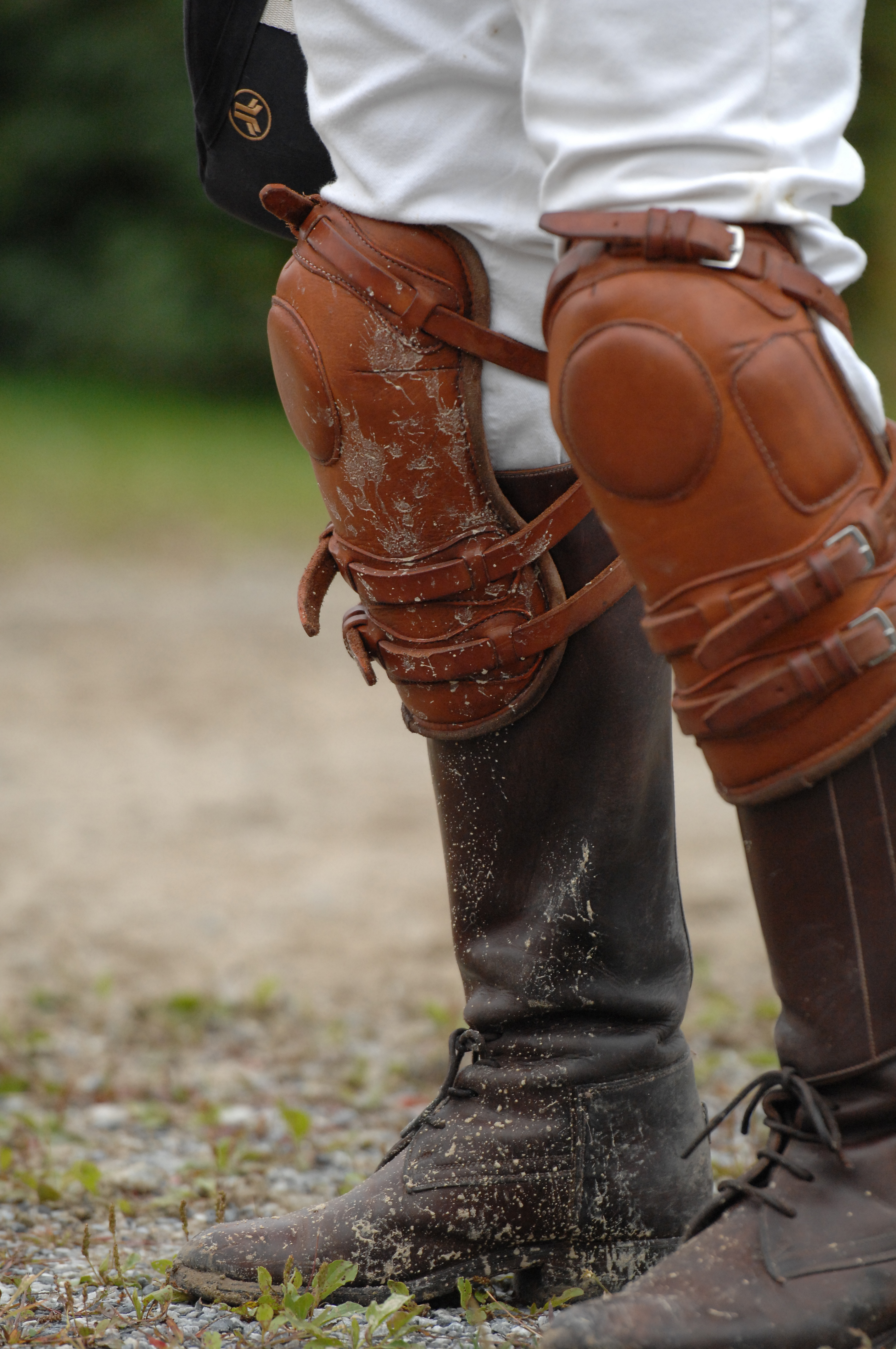
Lovaspólós csizma

A lovas szigorúan előírva hord egy lovassisakot. A pólósisakok szélesebbek, mint a normál lovas sisakok, de ennek tisztán esztétikai okai vannak, mivel a póló sisakok gyökerei a 19. század lovassági sisakokig nyúlnak vissza.
Ezzel ellentétben a rövid ujjú lovaspólós ing, a legendás pólóing – a francia teniszlegenda René Lacoste találmánya – nem a pólósportból ered, hanem a teniszből, és csak később, 1933 után lett más sportágak, mint például a póló által átvéve. A pólóing mint egy rövid ujjú, pamutból készült, visszahajtható, gombos nyakkal készült rövid ujjú szinonimája csak azután lett általános, miután az amerikai Ralph Lauren azonos névvel dobta piacra és indította el reklámkampányát a ruhadarabbal kapcsolatosan. Azelőtt a pólóing kifejezést a köznép a Brooks Brothers cég által forgalmazott Original Polo Button-Down Collar, ma Button-Down Hemd-ként ismert ruhadarabjával azonosította. 1896-ban John E. Brooks találta fel e ruhadarab hosszú ujjú változatát, miután látott egy brit pólójátékost, ahogyan biztosítótűvel rögzítette ruhájának gallérját, hogy az a szélben ne lobogjon folyamatosan. Ralph Lauren, aki karrierjét a Brooks Brother cégnél kezdte mint eladó, ettől a ruhadarabtól nyerte a „póló” piaci jogait. Bár ruhamárkája, a „Polo Ralph Lauren” emblémájában visel egy pólójátékost, nem készít semmilyen felszerelést sem a pólósport számára.
Míg a 20. század 2. feléig tradicionális fehér lovasnadrágot viseltek, addig ma már szinte csak fehér farmert vagy különböző szabadidős változatait használják.
A vastagon párnázott bőr térdvédő használata is kötelező a térdek összeütközésének elkerülése érdekében. A tipikusan barna és cipzárral zárható póló csizma gyakran szponzorok nevével van díszítve.
A pólójátékosok az eredetileg nekik tervezett, a svájci Jaeger-LeCoultre cég által gyártott órát használják. Az óratest egy mozdulattal megfordítható, és így a – korábban törékeny – óraüveg a csukló felé néz és a kemény, strapabíró hátlap néz kifelé.

### Lovak

#### Pólónyereg
Egy pólónyereg ülése durva, hasított bőrből készül. A hagyományos nyergen a nyerget rögzítő „biztonsági öv” helyett egy szimpla bőrszíj fut keresztül a lovon, amit egy nagy fémgyűrűn keresztül rögzítenek. Ezen kívül a pólónyergeken található a dupla biztonság érdekében egy második biztonsági szíj, amely a nyereg fölött fut át, arra az esetre, ha meccs közben az eredeti szíj kilazulna vagy elengedne.

#### Lábvédelem
A lovak lábának védelme érdekében vastag szövetből készült lábszárvédővel kötik körbe.

#### Szőrzet, sörény

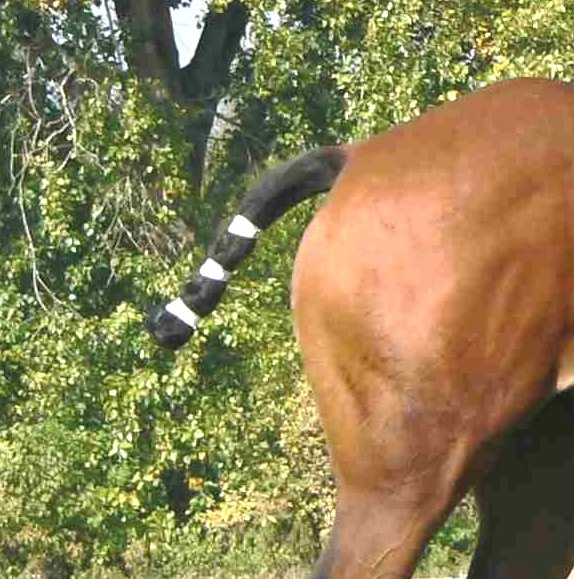
Összekötött farkú póló ló
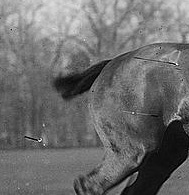
kúpírózott póló ló

Mivel a hosszú sörényben elakadhat az ütő lendítése közben, így rövidre van vágva – korábban akár teljesen le is nyírták. A farokszőrzet is hasonló okokból fel van kötve, valamint azért, hogy ne akadályozza a lovast a labda szabad észlelésében.

## A lovak
Világszerte speciálisan a pólóra, elsősorban Argentínában tenyésztett ún. polo ponyt használják, amely a helyi criollo fajta és az angol telivér keresztezéséből fejlődött ki. Az ideális „pólóló” rendkívül engedelmes, gyors, robbanékony és fordulékony, nem ijedős és „érti” a játékot. Ez csak több éves edzéssel és speciális iskolázással érhető el.
A lovak egy meccsen maximum két chukkert játszhatnak, közbeiktatott pihenővel. A csapat sikere nagyban a lovakon múlik. Jelenleg Magyarországon tiszta vérű angol telivért is használnak, mely fajta szintén bizonyította rátermettségét erre a sportra.

## Játékkellékek

### Ütő
A pólóütőt (mallet stick) mindig a jobb kezükben van – a balkezeseknek is. Két részből áll: egy fából készült, dugattyú alakú ütőfelületből, melyet alakja miatt gyakran szivarnak is hívnak. A nyél bambuszból készül, a fogantyú hasonlóan van kiképezve, mint egy sportszablyáé. Található rajta még egy szíj is, melyet először a hüvelykujján, majd a csuklóján is körbetekerve megakadályozza, hogy elhagyja az ütőjét abban az esetben is, ha elengedné. Az, ahogyan a kezükhöz rögzítették, azt is lehetővé teszi, hogy ha a helyzet úgy kívánja, akkor el is tudják engedni az ütőt, például ha az ütő elakadna valamiben. Az ütő hosszát collban mérik és attól függ, hogy mekkora a játékos és a lova. Az átlagos pólóütők 48-53 coll hosszúak. Említésre méltó, hogy sok más sportággal ellentétben a pólósportban a technikai fejlődés szinte alig ment végbe, a sportkellékek majdhogynem teljes mértékben ugyanúgy néznek ki, mint az ősidőkben.

### Labda
A normál füves pólóhoz használt labdák 7–8 cm nagyságúak és körülbelül 130 gramm súlyúak, fehérek, és teljes egészében kemény műanyagból készültek. A téli vagy beach pólóhoz használt labdák körülbelül 20 cm nagyok, pirosak és levegővel felfújt keménygumiból állnak és így sokkal könnyebb, hogy ne süllyedhessen el a hóban vagy a homokban.

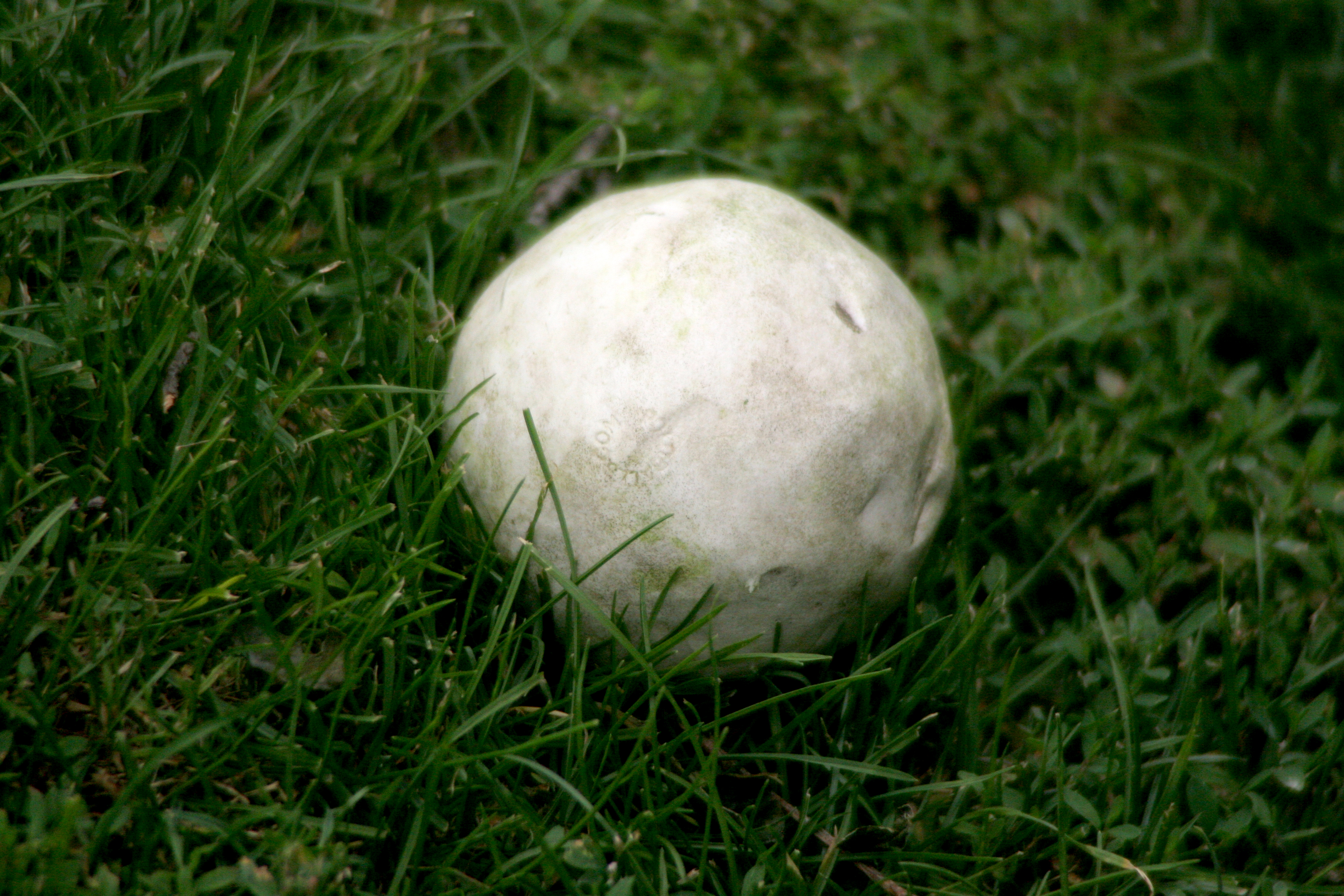
póló labda fűre
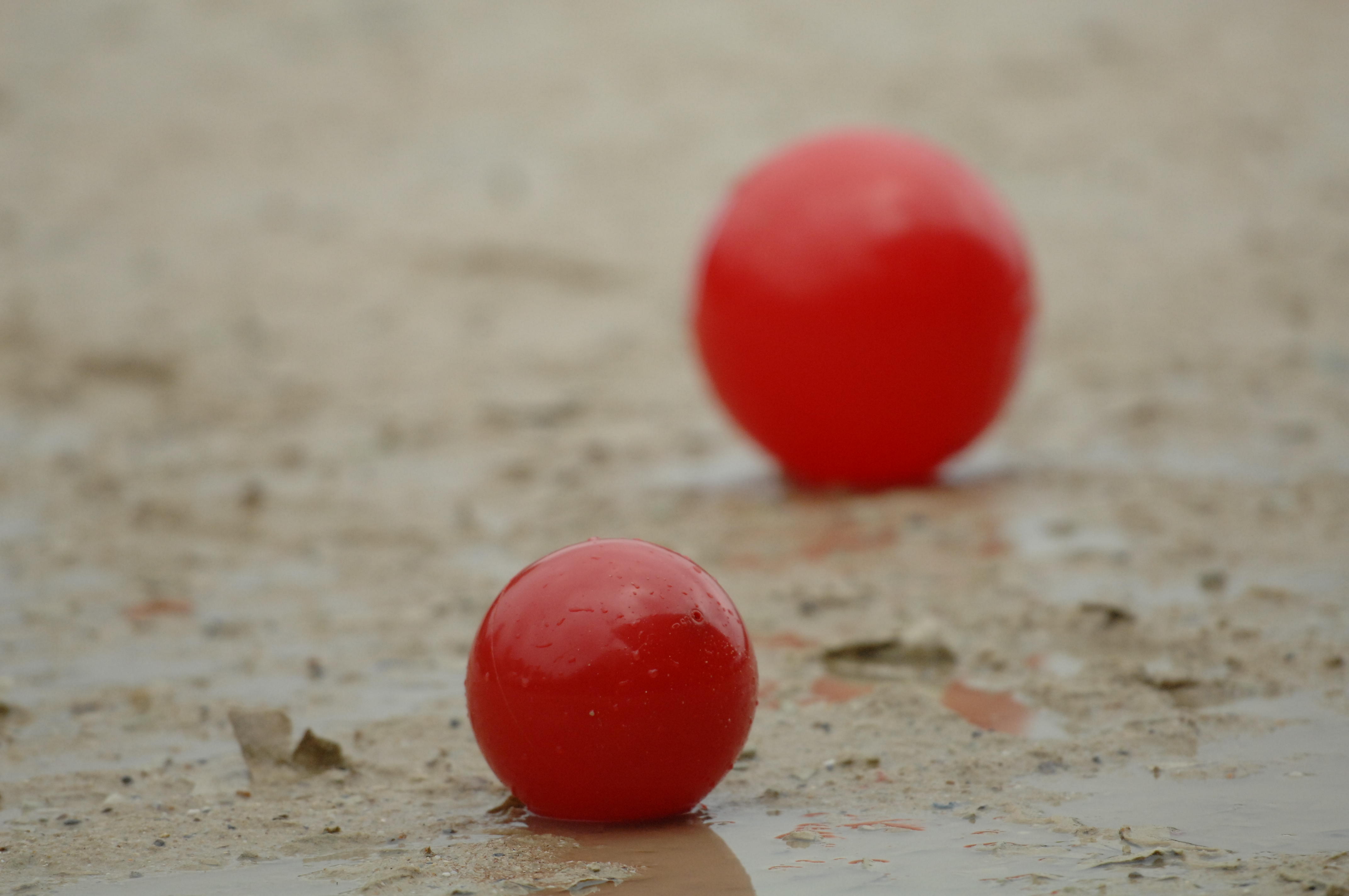
póló labda hóra, és homokra

### Ütéstechnikák

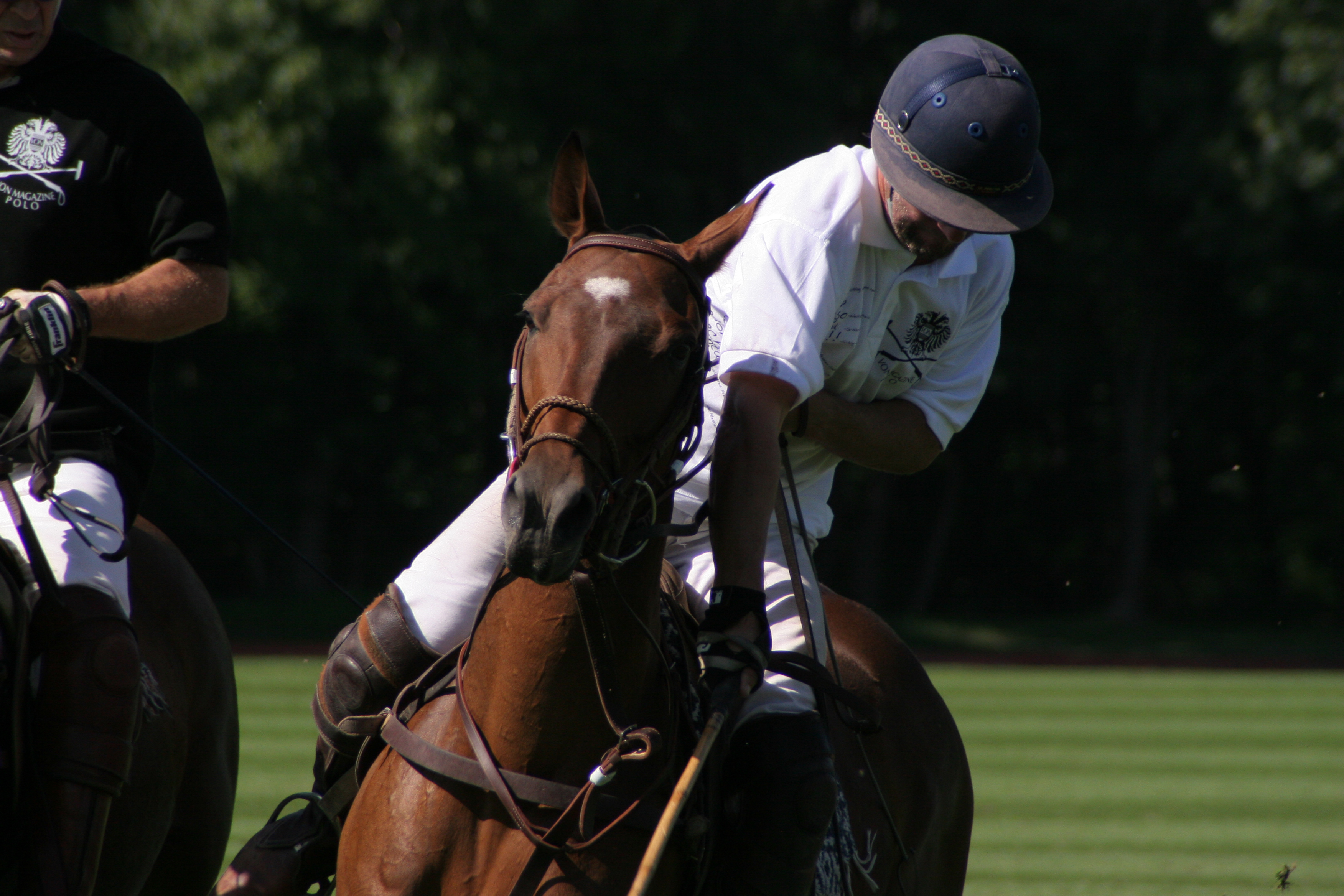
póló ütés Nearside backward
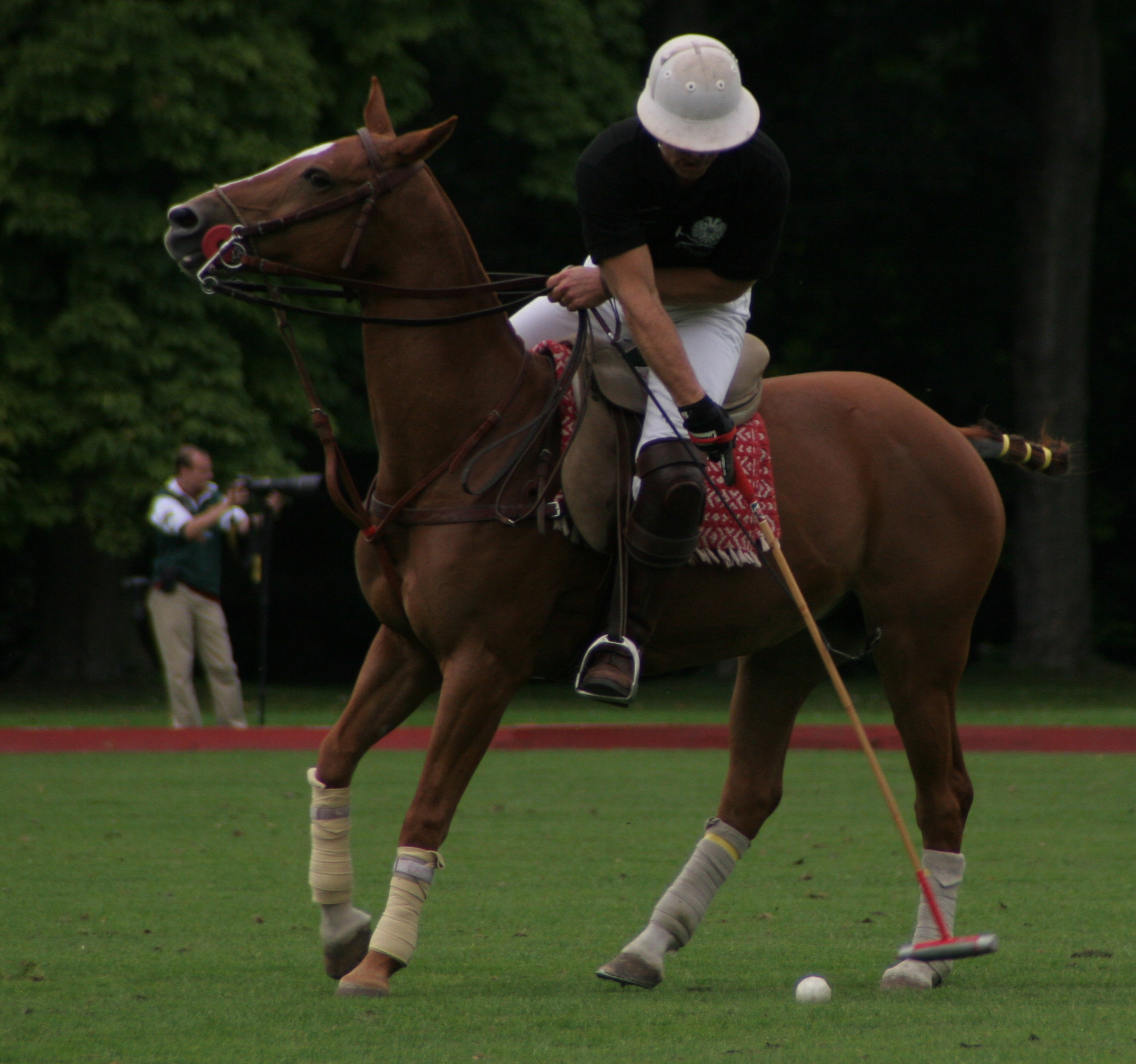
pólóütés Nearside forward
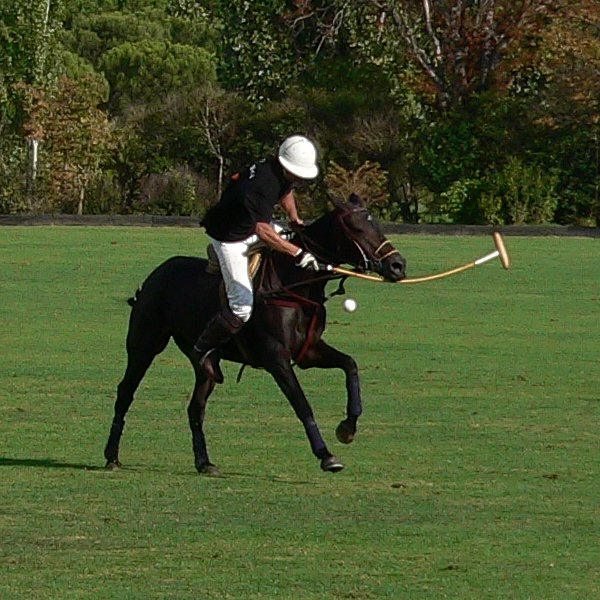
"Under the neck"

- Half swing: félig kivitelezett ütés
- Full swing: teljesen kivitelezett ütés
- Offside: ütés az ütős (jobb) oldalon
- Nearside: ütés az ütéssel ellentett (bal) oldalon
- Forehand: menetiránnyal megegyező ütés
- Backhand: menetiránnyal ellentétes ütés
- Under the neck: a ló nyaka alatt kivitelezett ütés
- Under the tail: a ló mögött kivitelezett ütés
- Back-Open: az ütés hátrafelé irányul, miközben a labdát inkább a lótól távolabb ütik.
- Back-Tail: az ütés hátrafelé irányul, miközben a labda a ló mögött halad el.

## Szervezetek

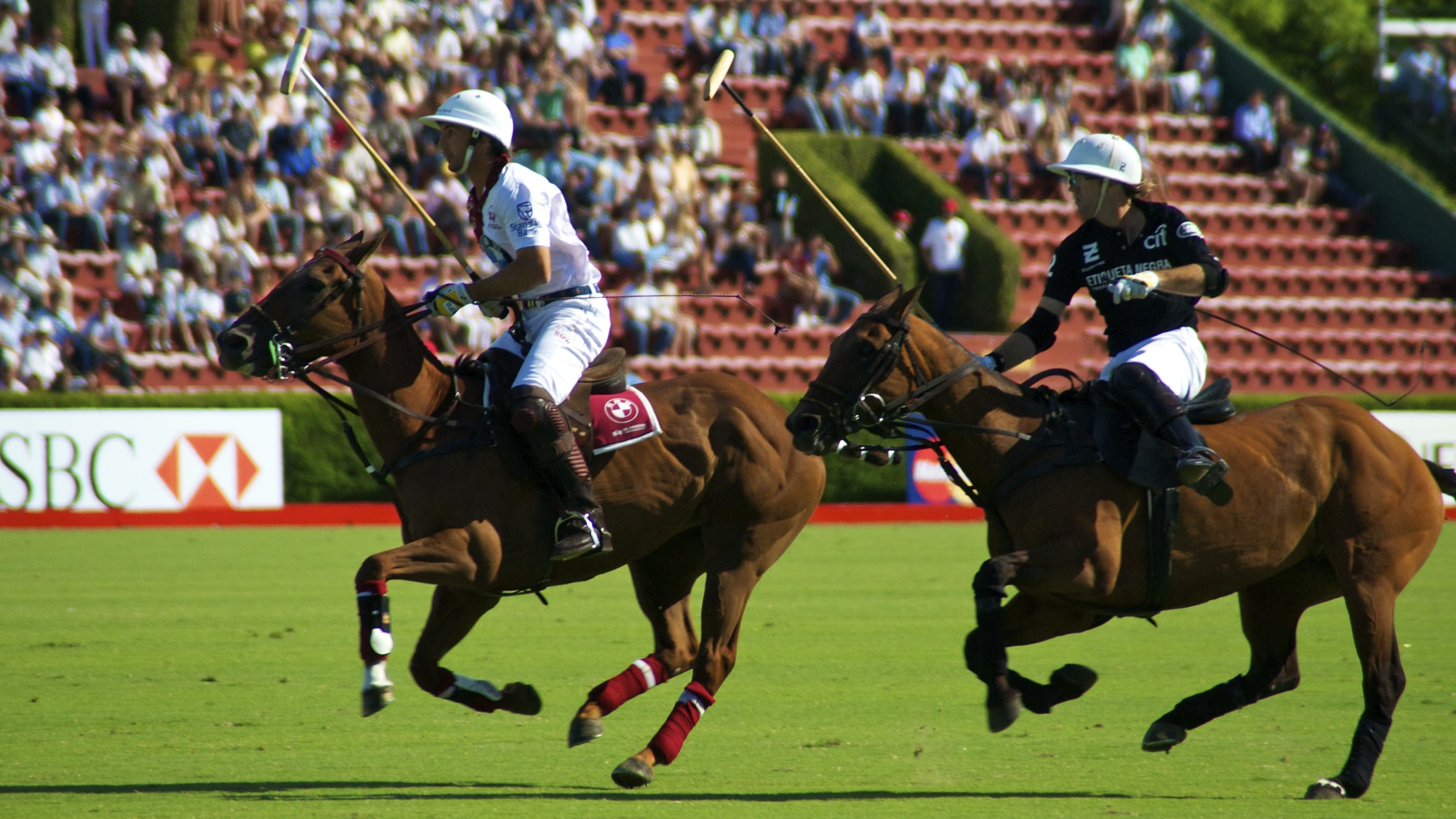

A Federation of International Polo (FIP) a Nemzetközi Póló Szövetség. Emellett még léteznek különböző nemzeti szervezetek is, mint például a Német Póló szövetség (Deutscher Polo Verband), a Brit Póló Szövetség (Hurlingham Polo Association, HPA) vagy az Argentin Póló Szövetség (Asociación Argentina de Polo).

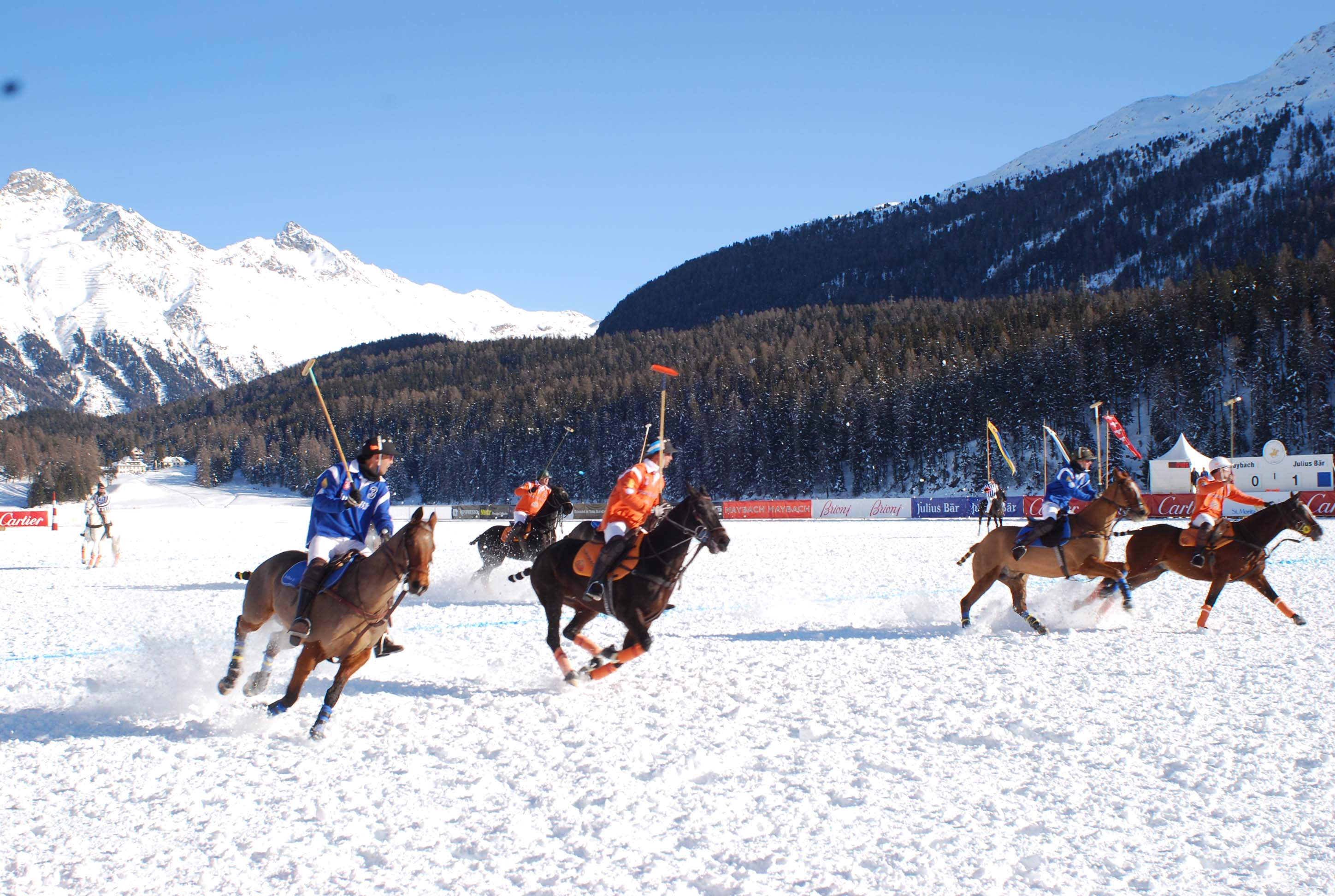
Téli póló Világbajnokság (2008)

## Fordítás
Ez a szócikk részben vagy egészben  a   Polo (Sport) című német Wikipédia-szócikk fordításán alapul.  Az eredeti cikk szerkesztőit annak laptörténete sorolja fel. Ez a jelzés csupán a megfogalmazás eredetét és a szerzői jogokat jelzi, nem szolgál a cikkben szereplő információk forrásmegjelöléseként.

## Külső hivatkozások
- Homepage des Deutschen Poloverbands (DPV)
- Hurlingham Polo Association (HPA)
- Federation of international Polo
- Polo Players Handicap (FIP) – List of countries